# Алюторці
Алюторці (alutal'u) — малочисельний народ на Чукотці, інколи розглядається як субетнос коряків. За переписом 2002 року у Росії налічувалося 12 алюторців. Алюторців офіційно визнав Російський комітет по справах Сходу та малочисельних народів, створивши для них колонку на власному сайті.
Етнічна своєрідність алюторці формувалося під значним мовним і культурним впливом коряків та ескімосів. Основна релігія — шаманізм.

## Втрата самосвідомості
У Росії за даними Всеросійського перепису населення 2002 алюторці окремо не виділялися і в основному включалися до складу коряків, серед яких 3 особи самоідентифікувалися як «алюторці», ще 3 осіб як «алутальу», 6 осіб як «олюторці», тобто всього 12 алюторців.
Всеросійський перепис населення 2010 вже не згадує алюторців навіть як субетнос. Алюторською мовою за даними перепису 2002 володіли 40 осіб в Росії, в тому числі 2 коряки у колишньому Корякськом автономному окрузі Камчатського краю. Підсумки перепису 2010 року не містять даних про носіїв алюторської мови.